# Ilyushin Il-2
El Ilyushin Il-2, también llamado Shturmovik (Штурмови́к ‘avión de ataque’ en ruso), fue un avión de ataque soviético que participó en la Segunda Guerra Mundial.
Se produjeron más de 36 000 unidades de este modelo en la Unión de Repúblicas Socialistas Soviéticas (URSS).

## Historia y diseño

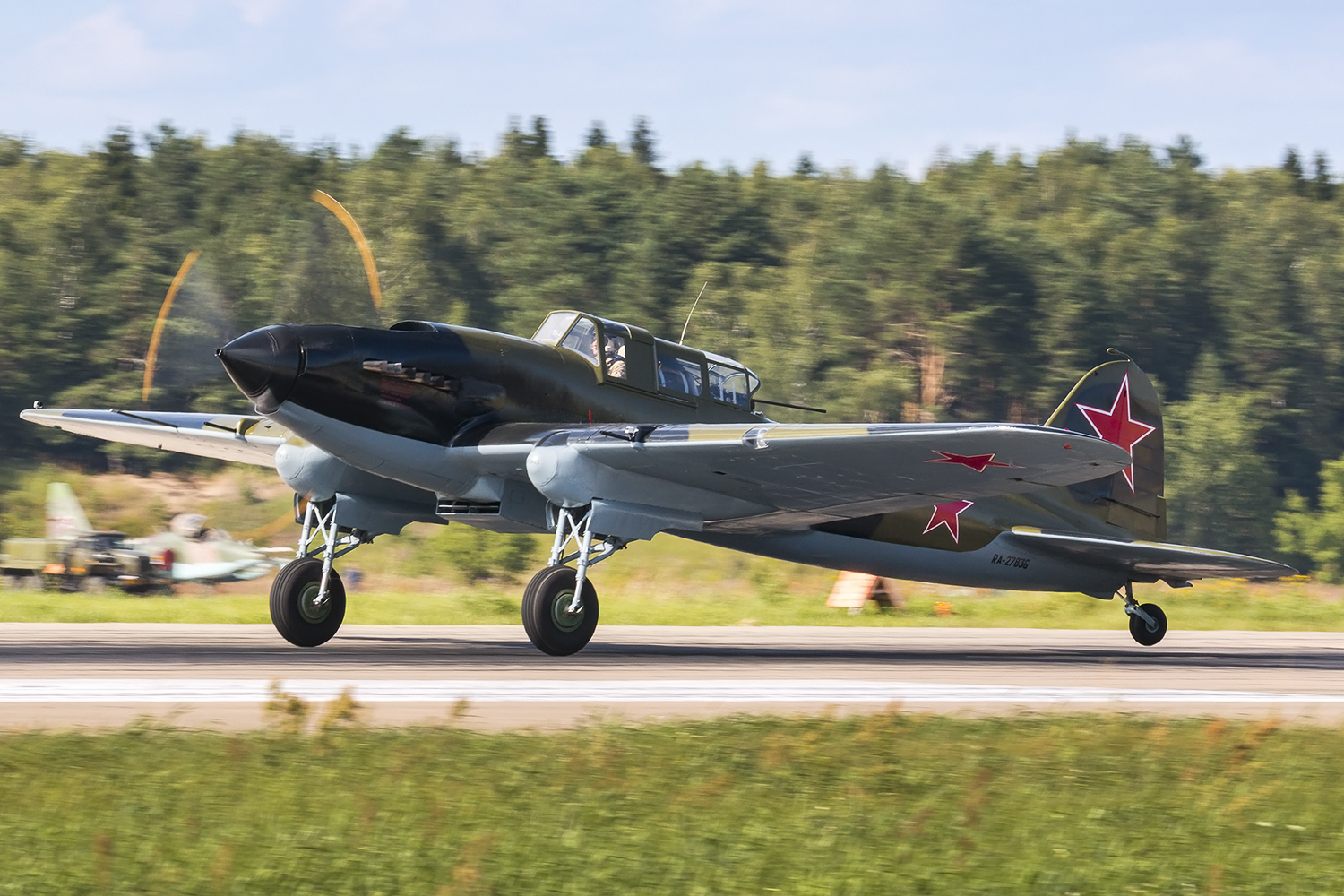
Un Ilyushin Il-2 restaurado.

Por cada Hurricane construido hubo tres Il-2, y cinco por cada Lancaster o Mosquito; ningún otro avión militar ha sido fabricado en tales cantidades. No obstante la producción acarreaba graves problemas, el más serio de los cuales residía en que el Il-2 era casi un carro de combate volante, con mayor y mejor blindaje que cualquier otro avión anterior. En otros aspectos, sus especificaciones eran casi idénticas a las del desastroso Fairey Battle británico: la gran diferencia consistía en que el Battle fue concebido como bombardero horizontal diurno, mientras que el Il-2 era un avión especializado en ataque de objetivos en tierra.
La URSS siempre consideró al poderío aéreo como una herramienta de apoyo a las fuerzas de tierra, y durante los años treinta dedicó gran atención a la creación de un avión fuertemente protegido y especializado en ataque y apoyo cercano. Entre otros muchos proyectos, la organización dedicada al armamento aeronáutico, el NII-AV, se centró en el diseño de las mejores armas aéreas del mundo, incluidos cañones de grueso calibre, pesados cañones sin retroceso y bombas perforantes de carga hueca, así como en la instalación de cabezas de guerra similares en cohetes aire-superficie.
A partir de 1929, fue apareciendo una serie de aviones de ataque fuertemente armados, y en 1935 el Kremlin emitió una especificación para un avión BSh (Bronírovany Shturmovik, avión blindado de ataque) especializado en poner fuera de combate a vehículos acorazados y focos de resistencia en tierra. El equipo de Nikolái Polikárpov construyó un bombardero de ataque potencialmente adecuado, el VIT-1, de gran velocidad y cuatro cañones de 37 mm, pero este programa acabó siendo cancelado. Hacia 1938, la necesidad se hizo más urgente y las OKB (oficinas de diseño) de Serguéi Iliushin y Pável Sujói se abocaron a la tarea. Sujói estaba por entonces sobrecargado de trabajo; Ilyushin, en cambio, empeñó en el proyecto un vasto y capaz equipo.
Ambos diseñadores adoptaron una configuración convencional de monomotor de ala baja, pero los trabajos de Ilyushin avanzaron mucho más rápidamente. El nuevo avión fue designado TsKB-55 y recibió la denominación de servicio BSh-2: estaba propulsado por un motor refrigerado por líquido Mikulin AM-35, de 1350 CV, y acomodaba en tándem al piloto y al operador de radio/artillero trasero/observador. Cada aterrizador principal estaba compuesto por dos patas amortiguadoras y se retraía hacia atrás hasta alojarse en un contenedor subalar. El ala, los flaps de accionamiento hidráulico y la cola eran de aleación ligera, pero la sección delantera del fuselaje era de construcción mixta: la parte superior era de aleación ligera y estructura en tubo de acero, mientras que la parte inferior incorporaba un blindaje de más de 700 kg que protegía el motor, los conductos de refrigeración, el radiador, los depósitos de combustible y las cabinas. El resto de los componentes estaban fijados directamente sobre el blindaje, ya que este formaba parte estructural del avión. La sección trasera del fuselaje era de madera. Cuatro ametralladoras de 7,62 x 54 mm fueron montadas en las alas, por fuera de los alojamientos de los aterrizadores, con una quinta arma similar en la cabina trasera y cuatro compartimientos en la sección central alar, que podían alojar hasta 600 kg de bombas.

## Programa de emergencia
Ilyushin estaba descontento con el armamento del avión; por otra parte en una prueba llevada a cabo por Vladimir K. Kokkinaki, el TsKB-55 mostró mala estabilidad. Un segundo tipo mejorado, con el centro de gravedad levemente adelantado y estabilizadores mayores, voló el 30 de diciembre de 1939, pero las pruebas efectuadas en el verano de 1940 concluyeron en que la estabilidad seguía siendo inapropiada, así como el alcance y las prestaciones generales. Ilyushin lanzó un programa de emergencia, y en cuatro meses produjo el TsKB-57, equipado con un motor AM-38 de 1600 CV, un depósito adicional de combustible en lugar de la cabina trasera, blindaje más grueso y mejor distribuido, dos de las ametralladoras fueron sustituidas por cañones ShVAK de 20 mm, y nuevos ajustes subalares para ocho cohetes RS-82. Se trataba de un avión muy superior, que alcanzaba los 470 km/h y exhibía gran agilidad. Todo ello fue posible gracias a la mejora de la refrigeración del motor y del aceite, la elevación del asiento, el rediseño de la cubierta y rebaje de la sección trasera del fuselaje, y la mejora de la instalación del motor para reducir resistencia, optimizando los accesos y dotándolo con escapes con supresión de llama. La fabricación se emprendió a escala inusitada en tres factorías: Moscú, Filí y Vorónezh.
Al producirse la invasión alemana de la URSS, el 22 de junio de 1941, se habían entregado 249 ejemplares, pero solo un puñado de ellos estaba en servicio; tales cifras estaban bastante lejos de lo previsto. En octubre las factorías de Moscú y Filí tuvieron que ser cerradas y sus utillajes y obreros transferidos más hacia el este para escapar al por entonces incontenible avance alemán; el nuevo centro principal de producción pasó a ser Kúibyshev. Pero los ritmos de fabricación aumentaban lentamente, y Stalin envió un telegrama a los directores de la factoría, diciéndoles que sus cadencias de producción eran "un insulto". Y añadió: "El Ejército Rojo necesita el avión Il-2 como el hombre necesita tanto el aire como el pan. Quiero que la producción aumente".
Esto significó un auténtico revuelo en el ritmo de fabricación pero el avión precisaba ciertos cambios. Gran parte de las secciones externas alares y la cola fueron rediseñadas en madera, a fin de ahorrar aluminio, y a principios de 1942 los cañones ShVAK fueron reemplazados por los mucho más eficaces VYa de 23 mm. A finales de 1942 la designación cambió a Il-2M2 con la introducción del motor AM-38F de 1750 CV, que proporcionaba un incremento en las prestaciones globales pese al aumento de peso del blindaje hasta 950 kg. Pero las bajas causadas por los cazas enemigos eran elevadas, y se constató que la idea de incorporar el blindaje adecuado para protegerse del fuego desde arriba y atrás no era viable. Muchos regimientos de primera línea tomaron el problema como cosa propia e instalaron una cabina trasera para un artillero. Pese a las reticencias de Stalin a aceptar modificaciones, Ilyushin fue autorizado a producir prototipos con artillero trasero, que comenzaron a volar en marzo de 1942; dicho artillero manejaba una ametralladora UB de 12,7 mm con 150 disparos y a diferencia del TsKB-55 originario, estaba separado del piloto por el depósito central de combustible. En octubre de 1942 se dio el visto bueno a la entrada en producción del nuevo biplaza Il-2M3, que entró en acción en el frente Central a finales de mes, y en el frente de Stalingrado en noviembre.

## Hacia la victoria

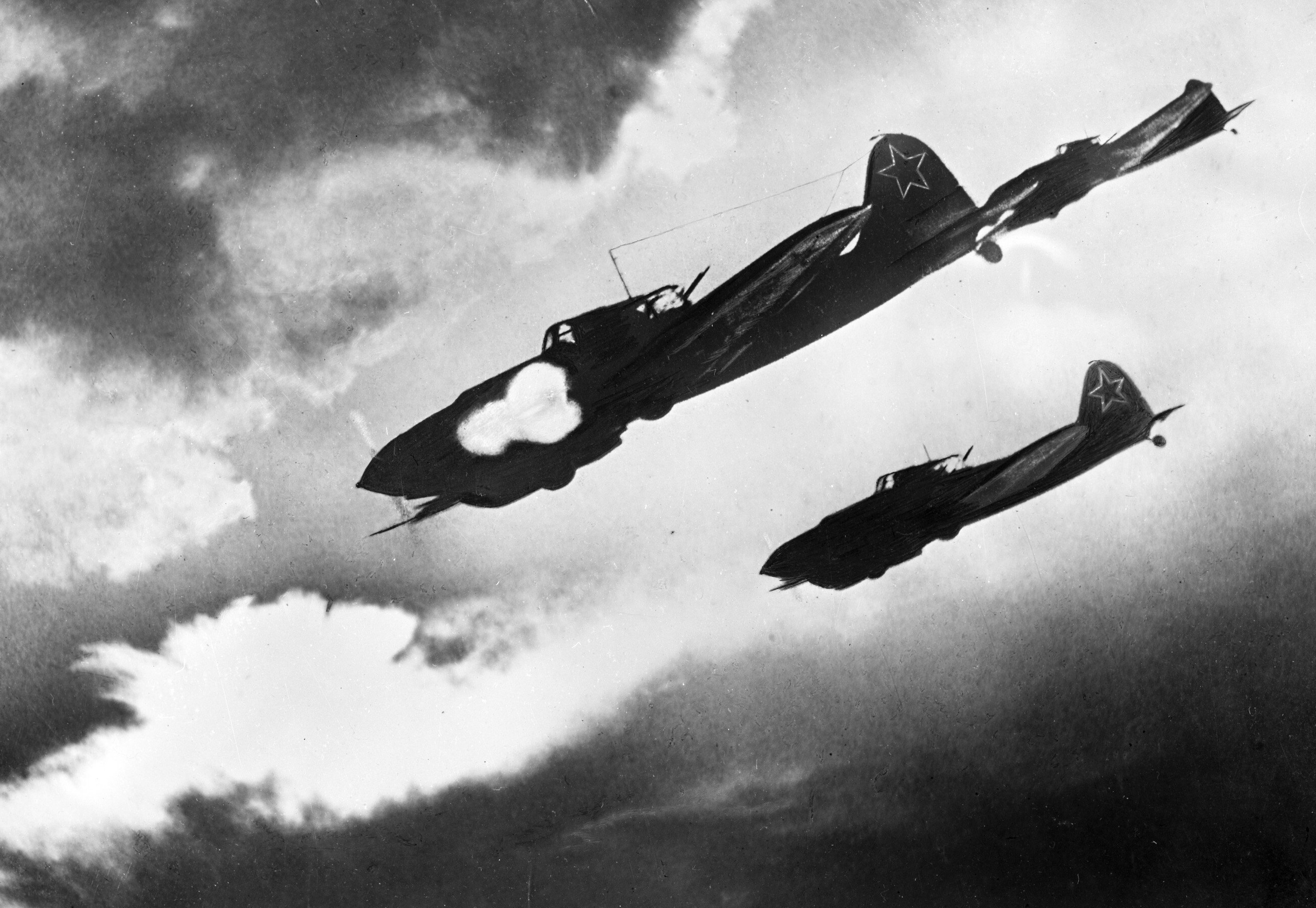
Ilyushin Il-2 atacando una formación enemiga, durante la batalla de Kursk.

Las pérdidas empezaron a disminuir, al mismo tiempo que aumentaban las de los cazas de la Luftwaffe. Por esa época la fabricación se cifraba en unos 1000 ejemplares mensuales.
La mayoría de las modificaciones, orientadas hacia la mejora de la configuración aerodinámica, fueron introduciéndose de manera que no perturbaran innecesariamente la producción; las zonas más afectadas fueron el parabrisas, los paneles del capó motor, radiadores y conductos, raíces alares, contenedores de los aterrizadores, rueda de cola y bisagras de las superficies de mando. A mediados de 1943 la velocidad máxima había crecido hasta los 439 km/h, pese al continuo incremento de peso.
Parte del aumento de peso se debía a la introducción de nuevo armamento. En este terreno, la novedad más importante fue aportada por la nueva serie de cañones automáticos Nudelman-Suranov NS-37 de 37 mm, que disparaban munición de alta velocidad capaz de perforar los blindajes de los carros alemanes Pzkpfw V Panther y Pzkpfw VI Tiger, excepto la coraza frontal (este tipo de cañones de grueso calibre siguió usándose ampliamente en los aviones de ataque Sukhoi Su-7). En los pilones alares podían llevarse bombas adicionales, mientras que entre las variadas cargas subalares podían figurar los grandes cohetes RS-132 de 132 mm y contenedores con 200 pequeñas bombas contracarro PTAB.
En 1942 el coronel ingeniero Alekséi Sídorov, que había dirigido varias conversiones a biplazas de distintos cazas, entre ellos el Hawker Hurricane Mk II, fue puesto al frente del pequeño equipo que produjo el primer Il-2 de doble mando. Algunos de estos fueron resultado de modificaciones de campaña y hacia 1943 un corto número fue construido en factoría con la denominación Il-2U, en la mayoría de los casos con armamento reducido. Otra modificación en campaña dio como resultado el torpedero Il-2T, que podía llevar un torpedo de 533 mm. La VMF (después AV-MF, o Fuerza Aérea Naval) empleó operativamente esta versión, de la que se cree que nunca llegó a ser producida en fábrica. Existieron incontables modificaciones locales, especialmente en varios tipos para remolque de blancos y varias versiones seminormalizadas de reconocimiento, con una o dos cámaras en la sección trasera del fuselaje.
Si en un principio hubo dificultades para poder reunir suficientes Il-2 para equipar un regimiento entrenado, hacia 1944 estos aparatos operaban a nivel de cuerpos aéreos enteros; en ciertas áreas localizadas actuaban en números próximos a los 500 aparatos, en cuyo caso no había vehículo enemigo que pudiera desplazarse en tierra sin sufrir un fuego devastador. El método usual de ataque consistía en hileras de aviones que volaban realizando amplias espirales y disparando desde atrás a los carros de combate, mientras que aviones en formaciones más aisladas se dedicaban al lanzamiento de bombas.
En 1943, el 3.er Regimiento de la 1.ª División Aérea Mixta polaca fue la primera unidad no soviética en recibir los Il-2. A continuación, unos 3000 fueron a manos de checos, yugoslavos y búlgaros; cantidades importantes eran entregadas en la posguerra a China y Corea del Norte. Varios países, como Polonia y Checoslovaquia, les aplicaron sus propias designaciones y practicaron diversas modificaciones: equipo y armas distintos, o (como sucedió en Yugoslavia) la sección trasera del fuselaje en tubo de acero revestido en tela.
En agosto de 1944 la producción se orientó hacia el Ilyushin Il-10; para esa época se había fabricado la impresionante cifra de 36 163 Il-2.
La gran mayoría de los aviones son retirados del servicio al final de la guerra, siendo desmantelados. Algunos son destinados a museos.
El Il-2 recibió muchos apodos. El más famoso fue Sturmovik (“Avión de asalto”) por su clasificación en esta categoría en la Fuerza Aérea soviética. Los pilotos rusos lo llamaban “Ilyusha” o “Tanque Volador” por su blindaje. Los soldados alemanes lo llamaban “Schwartz Tote”, “Muerte Negra” y los pilotos de la Luftwaffe “Betonflugzeug”, “avión de cemento”. Los finlandeses lo llamaban “Maatalouskone”, “el tractor”, en referencia a su resistencia y a sus pasadas a baja altura sobre el terreno.

### Pilotos famosos del Il-2
- Una piloto extraordinaria que ganó fama volando el Il-2, fue la Tte. 1º Anna Yegórova, una mujer que voló 260 misiones. Condecorada tres veces, la última "postmortem", por presumirse que murió al caer su Il-2. En realidad, fue liberada al final de la guerra por el ejército ruso de un campo de prisioneros nazi.
- Tte. Iván Drachenko, uno de los cuatro pilotos de Il-2 condecorados como "Héroe de la Unión Soviética", también recibió tres medallas de la Orden de la Gloria.[1]
- Pilotos Begeldínov, Mýlnikov, Alekseenko, y Gardéiev recibieron medallas de oro como Héroes de la Unión Soviética.

## Variantes
- TsKB-55 - prototipo biplaza.
- BSh-2 - designación de la V-VS para el prototipo TsKB-55.
- TsKB-57 - prototipo monoplaza.
- Il-2 - modelo de producción del TsKB-57, motor AM-38 de 1600 CV
- Il-2M - modelo de producción monoplaza, cañones ShVAK de 20 mm, reemplazados por cañones de 23 mm Volkov-Yartsev VYa-23, motor AM-38F de 1750 CV
- Il-2M3 - versión de producción biplaza; mismo armamento frontal que el Il-2M más una ametralladora UB de 12,7 mm para defensa trasera.
- Il-2T - versión torpedero para la Armada Soviética, con un torpedo de 533 mm, capaz de hundir barcos de 6000 t
- Il-2U - versión de entrenamiento biplaza con doble mando, también conocido como U-Il-2.
- Il-2I - único prototipo experimental con motor M-82.

## Especificaciones (Il-2M3 Shturmovik)

### Características generales
- Tripulación: 2 (1 piloto y 1 artillero de cola).
- Carga: 600 kg (1322,4 lb) (armas)
- Longitud: 11,7 m (38,2 ft)
- Envergadura: 14,6 m (47,9 ft)
- Altura: 4,2 m (13,7 ft)
- Superficie alar: 38,5 m² (414,4 ft²)
- Peso vacío: 4520 kg (9962,1 lb)
- Peso cargado: 6360 kg (14 017,4 lb)
- Planta motriz: 1× Mikulin AM-38F, V12 enfriado por líquido.
  - Potencia: 1720 kW (2371 HP; 2339 CV)

### Rendimiento
- Velocidad nunca excedida (Vne): 570 km/h (354 MPH; 308 kt)
- Velocidad máxima operativa (Vno): 410 km/h (255 MPH; 221 kt)
- Velocidad crucero (Vc): 250 km/h (155 MPH; 135 kt) a 3000 m de altitud
- Alcance: 770 km (416 nmi; 478 mi)
- Techo de vuelo: 4530 m (14 862 ft)
- Carga alar: 160 kg/m²
- Potencia/peso: 0,21 kW/kg

### Armamento
- Ametralladoras: 3× * 1x ametralladora Berezin UBT de 12,7 mm, con cinta de 150 balas en la cabina trasera.
- 2x ametralladoras ShKAS de 7,62 mm, con cinta de 750 balas cada una.

- Cañones: 2× Volkov-Yartsev VYa-23 de 23 mm, con 150 proyectiles cada uno.
- Puntos de anclaje: 4 con una capacidad de 600 kg, para cargar una combinación de: 
  - Cañones: 2
en contenedor de armamento.
  - Bombas: 50 kg, 100 kg o 200 kg
en bodega interna.
  - Cohetes: 2x RS-82 y RS-132
en afustes subalares.

### Aparatos similares
- Junkers Ju 87
- Henschel Hs 129